# Flaga Calgary
Oficjalna flaga miasta Calgary, Alberta została zaprojektowana przez Gwin Clarke i Yvonne Fritz. Przyjęcie flagi w 1983 było rezultatem konkursu.
Na fladze znajduje się kowbojski kapelusz oraz litera "C" na czerwonym tle. Kapelusz przypomina nieco kształtem rękę, jako symbol gościnności.
Kapelusz zawierający się w literze "C" symbolizuje obywateli żyjących wewnątrz swojego miasta.